# Hajdú János (polgármester)
Hajdú János (Gelse, 1952 –) vállalkozó, politikus, 2002-től 2014-ig Paks polgármestere.

## Élete
Édesapja Hajdú János gazdálkodó. Édesanyját korán, még születése évében elvesztette. Testvére György (1945) vasesztergályos, féltestvére Mária (1958) postai tisztviselő. Nős, felesége dr. Fehérvári Erzsébet ügyvéd.
1970-ben érettségizett a Zalaegerszegi Általános Gépipari Technikumban, majd 11 hónapos katonai szolgálat után a Gödöllői Agrártudományi Egyetem Mezőgazdasági Gépészmérnöki Karának hallgatója lett. 1976-ban gépészmérnöki diplomát szerzett.
Fiatal diplomásként a Paksi Állami Gazdaság Gyapai Kerületében helyezkedett el. Itt gyakornok, gépműhelyvezető, majd gépesítési ágazatvezető. Gyapa-pusztán élt 1990-ig, munkahelyén mezőgazdasági gépek javításával, karbantartásával, üzemeltetésével, valamint mezőgazdasági épületek és berendezéseik fenntartásával foglalkozott. Munkáját (párton kívüliként) a Munka Érdemrend bronz fokozatával ismerték el. Ez idő alatt szakmérnöki diplomát szerzett a gödöllői egyetemen gépjavítás és alkatrészgyártás szakon, majd abszolutóriumot, gazdálkodás szakon.
1990-ben magánvállalkozást alapított: társával Nagydorogon benzinkutat épített, majd üzemeltetett 2005-ig. Időközben másik vállalkozásba is kezdett, üzlettársával egy külföldi ásványvizet és üdítőitalt gyártó cég importőre és hazai forgalmazója volt 2004-ig.

## Politikai pályafutása
1988-ban társaival, közöttük Dávid Ibolyával, létrehozták az MDF Tolna Megyei Szervezetét. Paksi barátaival 1989-ben megalakítják az MDF Paksi Szervezetét, melynek hosszú időn át az elnöke, egy időre az MDF Országos Választmányának tagja volt.
1990-ben, az első szabad önkormányzati választáson a paksi képviselő-testületbe jutott. A gazdasági bizottság vezetőjeként és a pénzügyi bizottság tagjaként részt vett a helyi pénzügyi, gazdasági jellegű önkormányzati rendeletek kidolgozásában.
A paksi önkormányzat második ciklusában ellenzéki képviselő volt, az általa helytelenített szabaddemokrata városvezetési módszerek elleni tiltakozásként az utolsó évben lemondott mandátumáról.
1998-tól az 1-es számú választókörzetben nyert egyéni mandátumot. 2002-ig ismét a paksi képviselő-testület gazdasági bizottságát vezette. Ebben az időben meghatározó szerepet vállalt az MVM Paksi Atomerőmű vezetése és a város megromlott kapcsolatának helyreállításában.
2002-ben polgármesterré választották, s egyben maradt az 1-es körzet képviselője is. 2004-től a 14 Paks környéki települést tömörítő Paksi Többcélú Kistérségi Társulás elnöke.
2006 áprilisában, 18 év után, a pártvezetés követhetetlen lépéseire hivatkozva kilépett az MDF-ből.
A 2006-os magyarországi önkormányzati választáson a Fidesz támogatásával, pártonkívüli jelöltként ismét polgármesterré választották. A következő ciklusban szintén, s 2010-ben az Atomerőmű felügyelőbizottságának tagja és a Paks és Környéke Hulladékgazdálkodási Társulás elnöke lett. A 2014-es választásokon már nem indult.